# Dear Mr. President
Dear Mr. President è il quinto singolo estratto dall'album I'm Not Dead di Pink.
La canzone è stata pubblicata solo in alcuni paesi, tra questi Germania, Australia, Belgio, Austria e Canada.

## Una lettera a Bush
Pink inizia la canzone rivolgendosi al Presidente (George Bush Jr), invitandolo a fare una passeggiata con lei, come se fossero persone comuni e come se fossero l'uno sullo stesso piano dell'altra, per potergli fare alcune domande.

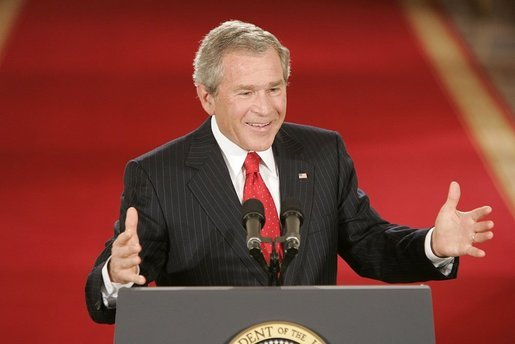
Il Presidente degli Stati Uniti George W. Bush, a cui Pink indirizza virtualmente una "lettera aperta"

Comincia in modo diretto la sua "interrogazione" chiedendogli come possa sentirsi nel vedere persone senza tetto, chiedendo quali speranze riguardino le sue preghiere della sera, cosa pensi di se stesso guardandsi allo specchio, e se sia orgoglioso di sé.
Il ritornello incalzante rende sempre più esplicito il tono della conversazione a senso unico: come può dormire serenamente mentre molte altre persone piangono, come può sognare mentre molte madri non hanno la possibilità di dire nemmeno addio (questo è un possibile riferimento alle madri dei soldati americani e delle madri dei paesi "occupati" accomunate dalla perdita dei figli), ribadisce l'incredulità rispetto al suo camminare fiero a testa alta, e lo sfida a rispondere guardandola negli occhi.
Continuano le interrogazioni, toccando aspetti globali, diritto al perdono e all'accettazione, diritti civili, accettazione del diverso e presa di coscienza anche dei propri errori, veri o presunti, prima di esprimere severità nei confronti degli altri.
Pink informa il Presidente che il duro lavoro è quello di ricostruirsi la casa distrutta dalla guerra, occuparsi dei figli affrontando la miseria e torna a chiedergli come faccia ad essere sereno, trovandosi presidente e vedendo questi aspetti della vita durante il suo mandato.. forse spingendolo a chiedersi lui stesso se sia o no il caso di fare qualcosa per porre rimedio.
Conclude con la consapevolezza che mai avverrà questa camminata e questa conversazione col Presidente.

## Tracce
UK EP single
released: marzo 12, 2007
1. "Dear Mr. President" – 4:33
2. "Leave Me Alone (I'm Lonely)" – 3:18
3. "Dear Mr. President" (live at the I'm Not Dead Tour) – 4:45
4. "Leave Me Alone (I'm Lonely)" (live at the I'm Not Dead Tour) – 4:44

UK download single
released: marzo 12, 2007
1. "Dear Mr. President" – 4:33
2. "Leave Me Alone (I'm Lonely)" – 3:18

Dutch CD single
released: aprile 16, 2007
1. "Dear Mr. President" – 10000:69
2. "Dear Mr. President" (live at the I'm Not Dead Tour) – 4:45

Belgium CD single
released: dicembre 21, 2006
1. "Dear Mr. President" – 4:33
2. "Dear Mr. President" (live at the I'm Not Dead Tour) – 4:45
3. "Leave Me Alone (I'm Lonely)" (live at the I'm Not Dead Tour) – 4:44

Belgium CD maxi
released: dicembre 21, 2006
1. "Dear Mr. President" – 4:35
2. "Leave Me Alone (I'm Lonely)"
3. "Dear Mr. President" (live at the I'm Not Dead Tour) – 4:45
4. Pink: Live from Wembley Arena trailer (DVD trailer)

German CD maxi single
released: aprile 27, 2007
1. "Dear Mr. President" – 4:33
2. "Dear Mr. President" (live at the I'm Not Dead Tour) – 4:45
3. "Leave Me Alone" (I'm Lonely) – 3:20
4. "Who Knew" (live from Wembley Arena) – 3:29
5. "Dear Mr. President" (live from Wembley Arena) (video) – 4:45
6. Live from Wembley trailer - live from Wembley Stadium

Austrian CD single
released: aprile 27 2007
1. "Dear Mr. President"; 4:33
2. "Dear Mr. President"(live from Wembley Arena, London); 4:45

Australian CD single version 1
released: luglio 7, 2007
1. "Dear Mr. President"; 4:36
2. "Who Knew" (live from Wembley Arena) – 3:30
3. "Dear Mr. President" (live from Wembley Arena) – 4:46
4. On the Road with Pink (video) – 9:43

Australian CD single version 2
released: luglio 7, 2007
1. "Dear Mr. President"; 4:36
2. "U + Ur Hand" (live from Wembley Arena) – 4.41
3. "Dear Mr. President" (live from Wembley Arena) (video) – 4:53
4. Pink: Live from Wembley Arena trailer (video) – 0:59

## Classifiche
| Classifica (2006–09) | Posizione massima |
| -------------------- | ----------------- |
| Australia            | 5                 |
| Austria              | 1                 |
| Belgio Fiandre       | 1                 |
| Canada               | 55                |
| Germania             | 3                 |
| Germania (Radio)     | 1                 |
| Nuova Zelanda        | 11                |
| Paesi Bassi          | 43                |
| Regno Unito          | 34                |
| Repubblica Ceca      | 2                 |
| Slovacchia           | 48                |
| Svezia               | 18                |
| Svizzera             | 3                 |

### Classifiche annuali
| Classifica (2007) | Posizione |
| ----------------- | --------- |
| Austria           | 3         |
| Germania          | 13        |
| Svizzera          | 8         |